# محمد طه القدال
محمد طه القدال (12 ديسمبر 1951 - 4 أغسطس 2021م)، هو شاعر سوداني معاصر اشتهر بكتابة الشعر الغنائي العامي، وتغنى بشعره كبار المغنيين السودانيين. بدأ القدال مسيرته الشعرية في نهاية ستينيات القرن العشرين، لكن نجمه سطع بقوة في بداية الثمانينات حيث برز كشاعر ثوري وجد شعره صدا كبيرا في الشارع السوداني في ذلك الوقتـ وكان أحد الملهمين لانتفاضة أبريل 1985 التي أطاحت جعفر النميري، كما كان أيضا أحد الملهمين لثورة ديسمبر التي أطاحت نظام الإخوان أبريل 2019.

## حياته
ولد في 12 ديسمبر 1951م بقرية حليوة ولاية الجزيرة، وقد بدأ حياته بدراسة الطب ثم هجر دراسته ليفرغ بعدها لكتابة الشعر، كما عمل في بداية حياته الوظيفية بتلفزيون السودان القومي. وبدأ محمد طه القدال مسيرته الشعرية في نهاية ستينيات القرن العشرين، لكن لم يذع سيطه حتى الثمانينات حيث اشتهر كونه شاعر ثورى وجد شعره صدى كبيرًا في الشارع السوداني في ذلك الوقت.

## وفاته
توفي مساء الأحد 4 أغسطس 2021م، عن عمر يناهز السبعين عاما من أعراض مرض السرطان، ولاقى ربه في مستشفى الأمل بالدوحة قطر.

## من أعماله
- ديوان: غنوات لحليوة، (أول ديوان نشره في سبعينيات القرن العشرين).
- طواقي الخوف
- حليوة ليلة المولد
- شيخ تلب
- حليوة
- قصيدة 50 سنة
- قصيدة أمونة
- الكذب .. العمى
- عصافير حميد
- أحلام الحزن الفرعوني
- طنين الشك واليقين
- عشرة سنين
- طريتك ليل -أغنية عقد الجلاد
- ودود الابتسامة -أغنية عقد الجلاد
- مهاوي الصيد
- سمحة وسمرية -أغنية مصطفى سيد أحمد
- صابرين -أغنية مصطفى سيد أحمد
- الرتينة بت سالم -أغنية راي